# Andréa Maechler
Andréa Michaela Maechler (* 1969 in Genf) ist eine Schweizer Wirtschaftswissenschaftlerin.

## Werdegang
Andréa M. Maechler studierte nach ihrer Schulzeit in der Westschweiz an der Universität Toronto, am Institut de hautes études internationales in Genf mit einem DES-Abschluss in Internationalen Beziehungen, am Institut de hautes études en administration publique in Lausanne und an der University of California, Santa Cruz, wo sie 2000 in internationaler Wirtschaft promovierte.
Zu ihren beruflichen Stationen zählen die Organisation für wirtschaftliche Zusammenarbeit (OECD), die Konferenz der Vereinten Nationen für Handel und Entwicklung (UNCTAD) und die Welthandelsorganisation (WTO). Im Europäischen Ausschuss für Systemrisiken in Frankfurt war Maechler von 2013 bis 2014 stellvertretende Sekretariatsleiterin. Sie war stellvertretende Leiterin des Bereichs «Globale Märkte-Analyse» des Internationalen Währungsfonds in Washington. Zu den Aufgaben dieses Bereichs gehören die Beobachtung der Kapitalmärkte sowie die Einschätzung der Systemrisiken.
Maechler wurde am 17. Dezember 2014 vom Bundesrat als erste Frau ins Direktorium der Schweizerischen Nationalbank (SNB) gewählt. Sie folgte am 1. Juli 2015 für die Amtsperiode 1. Juli 2015 bis 30. Juni 2021 auf Jean-Pierre Danthine. Im Direktorium der Nationalbank übernahm sie das 3. Departement, welches mehrheitlich in Zürich angesiedelt ist. Dieses Ressort der SNB umfasst die Finanzmärkte und den Devisenhandel, das operative Bankgeschäft sowie die Informatik. Per Ende Juni 2023 verliess sie die Nationalbank. Seit September 2023 ist sie stellvertretende Generaldirektorin der Bank für Internationalen Zahlungsausgleich (BIZ) in Nachfolge von Luiz Awazu Pereira da Silva in Basel. Als Nachfolger von Maechler bei der SNB wurde Antoine Martin gewählt.
Sie ist Autorin von mehreren Fachpublikationen.
Andréa Maechler ist verheiratet und Mutter von zwei Kindern.

## Artikel
- Erstmals zieht eine Frau ins SNB-Direktorium ein, Handelszeitung, 17. Dezember 2014
- Schweizerische Nationalbank: Erste Frau in der SNB-Führung, NZZ, 17. Dezember 2014
- Swiss Name First Woman to Central Bank’s Governing Board: Andréa Maechler Will Join Board of the 107-Year-Old SNB for Six-Year Term From IMF WSJ, 17. Dezember 2014
- SNB Gets First Female Board Member as IMF’s Maechler Appointed, Bloomberg, 17. Dezember 2014